# Dysphania roepstorfii
Dysphania roepstorfii là một loài bướm đêm trong họ Geometridae.